# Nevão
Nevão (português europeu) ou nevasca (português brasileiro) é uma tempestade de neve, com queda de neve de forte intensidade e geralmente com ventos fortes, que é produzida principalmente em zonas montanhosas, de altitudes elevadas, ou altas latitudes. As nevascas ocorrem quando a neve cai de uma forma mais seca, dificultando o derretimento e facilitando sua rápida acumulação.

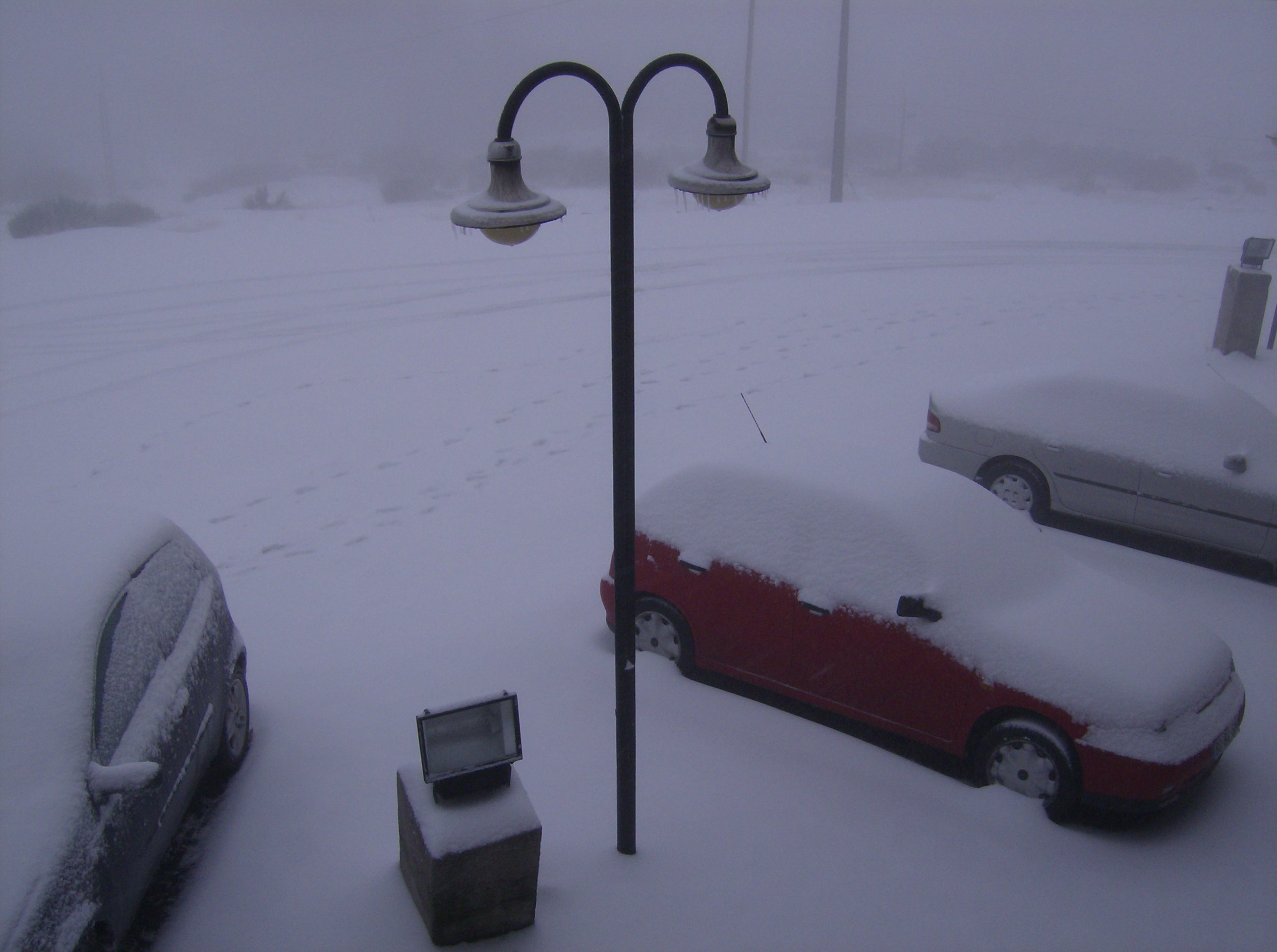
Nevão na Serra da Estrela, Portugal, em janeiro de 2007

Em geral, considera-se nevasca uma condição meteorológica severa caracterizada por baixas temperaturas, com ventos de 56 km/h ou mais, grande quantidade de neve e vento no ar, reduzindo a visibilidade para apenas 400 metros ou menos, durando pelo menos três horas. Uma nevasca violenta é caracterizada por temperaturas de 10 °F (-12,2 °C) ou inferiores, ventos que excedem 72 km/h e visibilidade reduzida a quase zero.
Estes temporais de neve são muito perigosos para os montanhistas, pois dificultam a visibilidade e aumentam o risco de morte por conta das baixas temperaturas.